# Werner Kleine (Komponist)
Werner Kleine (* 1. Dezember 1907; † 25. November 1980 in Planegg) war ein deutscher Komponist, Autor und Liedtexter.

## Leben
In seiner Studentenzeit war er Mitbegründer des später bekannten Kabaretts Die Nachrichter, das er aber bald verließ. Ab 1934 war er als Schauspielkomponist und Kapellmeister an den Münchener Kammerspielen tätig; 1937 wurde er an das Berliner Schillertheater berufen. In Berlin widmete er sich vermehrt der Komposition von Unterhaltungsmusik und Arbeiten für das Radio. Nach dem Zweiten Weltkrieg leitete er das Steintorvarieté in Halle an der Saale. In dieser Funktion schrieb er zahlreiche Revuen und dirigierte die Aufführungen auch selbst. Ab 1953 war er Abteilungsleiter für Unterhaltungsmusik am WDR in Köln. Von 1964 bis 1972 leitete er die Abteilung gehobene Unterhaltungsmusik beim Bayerischen Rundfunk in München.
Kleine schrieb neben zahlreichen Liedern und Liedertexten auch Gedichtbände und Romane.

## Filmografie (als Liedtexter)
- 1940: Der Kleinstadtpoet
- 1941: Annelie

## Tondokument
- Grammophon 15 119 (mx. 479 1/2 GO-7 D) Kabarett im Koffer, 1. Teil. Dr. Werner Kleine, Ansage und Text, Mitwirkende: Erwin Hartung, Tatjana Birkigt, Udo Vietz u. Anton Kollmer. Aufgen. Berlin, April 1937.[2]
- Grammophon 15 119 (mx. 480 1/2 GO-7 D) Kabarett im Koffer, 2. Teil. Dr. Werner Kleine, Ansage und Text, Mitwirkende:

Hilde Schellenberg, Peter Igelhoff, Anna Abenthung, Mimi Thoma u. Humoresk Melodios. Aufgen. Berlin, April 1937.